# 吴哥古迹

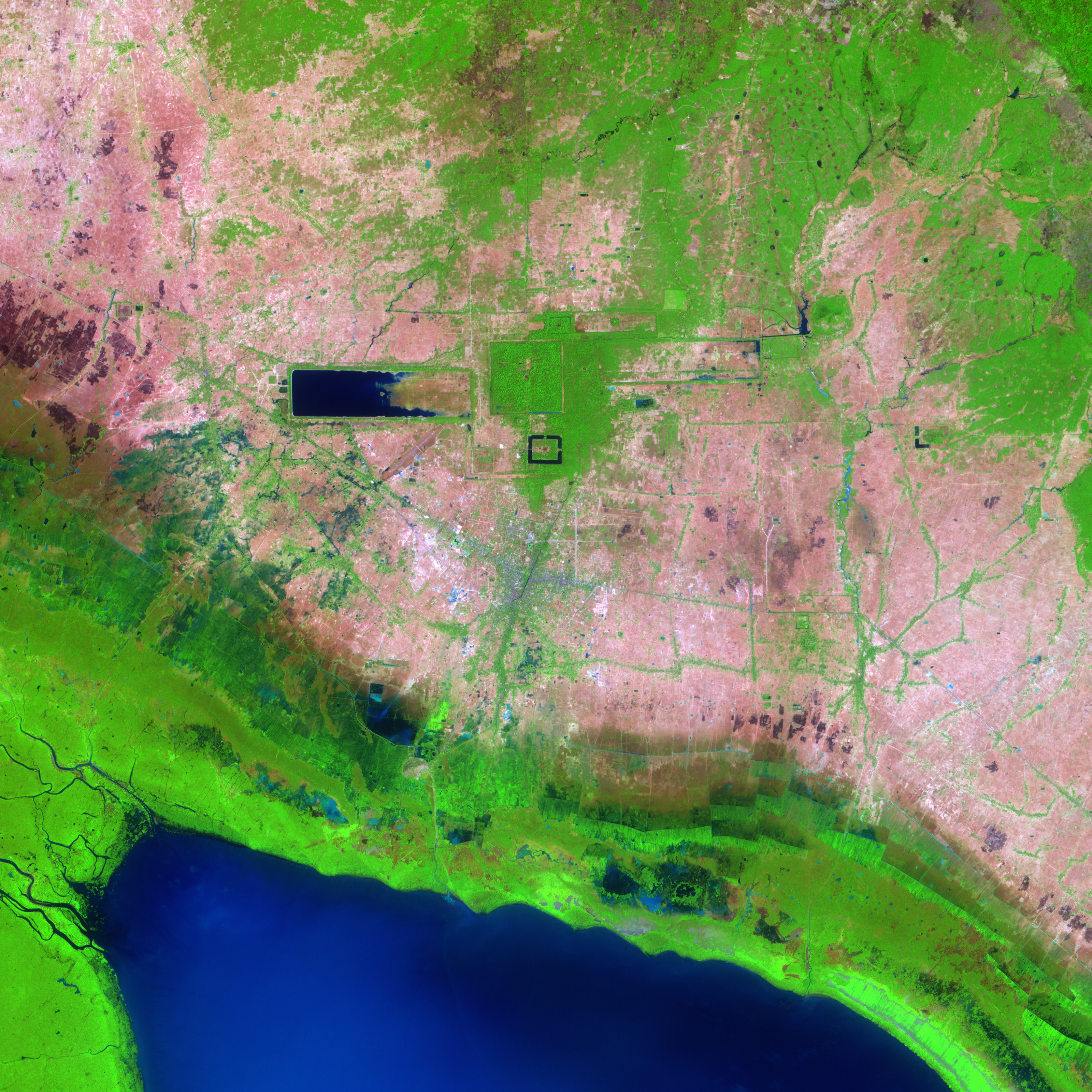
吴哥的航照图

吴哥城（高棉語： 發音：[kroŋ ʔɑŋ.ˈkɔː]）是一座高棉帝國都城遺址，位於柬埔寨暹粒省暹粒市北不遠處，坐落於中央山（普農干丹， Phnum Kɑndaal）上。吳哥是高棉继訶利訶羅阿賴耶之後的都城，也是柬埔寨歷史上最重要的古都。現已闢爲吴哥考古园，包括大吳哥城（大城）、小吳哥城（寺城）在内。古蹟群分布在400平方公里的范围内，包括高棉王國从9世纪到15世纪各個城池和神庙，聯合國教科文組織於1992年將吳哥古蹟列為世界文化遗产。
2007年國際研究團隊發現在吳哥王朝鼎盛時期，吴哥城面積近3,000平方公里，曾一度是工業革命前全球面積最大的城市。當時吳哥擁有50至100萬人口，為供應足夠糧食以及調節旱季與雨季，吳哥地區建立了一套精密灌溉系統，以完善的水渠與眾多的儲水用人工湖來發展農業。

## 名稱
吴哥（ 高棉語發音：[ʔɑŋ.ˈkɔː]）在高棉語中意思是「首都」；該詞彙來源於梵語詞彙「城」（ nagara）。該城的正式名稱是耶輸陀羅補羅（高棉語： 高棉語發音：[jeaʔ sao tʰeaʔ reaʔ boʔ raʔ]；梵語： Yaśōdhara-pura），意爲“榮光的她之城”。
宋代古籍《诸番志》称为禄兀。伯希和认为禄兀是梵文nagara之音转。

## 历史
吳哥王朝於9世紀到15世紀數百年間，在政教合一的「神王思想」之下建造了吳哥城、吳哥窟與周圍寺廟群。

### 高棉遷都

#### 訶利訶羅阿賴耶
西元九世纪初，高棉國王RCN-1820闍耶跋摩二世（Jayavarman II）一統柬埔寨地區，宣布自爪哇獨立，將首都建立於洞里薩湖北邊的訶里訶羅洛耶（Hariharalaya），亦即在現今的羅洛士遺蹟群（Roluos）地區。闍耶跋摩二世自封為「宇宙之王」，篤信婆羅門教，崇拜濕婆神，為吳哥王朝奠定宗教意識基礎。而闍耶跋摩二世政教合一的「神王思想」，在吳哥王朝傳續百年。
因陀羅跋摩一世（Indravarman I）即位後，於訶里訶羅洛耶建造當地第一座寺廟—神牛寺（Preah Ko），880年完成，是早期小型宗廟建築，以寺前臥有神牛為名。因陀羅跋摩一世另建有國寺巴孔寺（Bakong）供奉濕婆神，是高棉第一座廟山型寺廟。

#### 耶輸陀羅城（吳哥）
西元9世紀末，耶輸跋摩一世開始全力建設首都耶輸陀羅補羅，卽吳哥。他下令建造東大人工湖（East Baray），並於巴肯山上建造國寺巴肯寺，象徵印度神話世界中心的須彌山，四周建有溝渠，象徵須彌山周圍的鹹海。此外，耶輸跋摩一世也建造許多印度教寺廟與修院。
967年羅貞陀羅跋摩二世的朝臣Yajnyavahara於吳哥東北方興建女王宮，主要供奉婆羅門教濕婆神。以稀有的紅色砂岩雕刻精緻浮雕，被認為是吳哥雕刻藝術最高水準作品。
百年間，大小神廟競相建築。11世紀中優陀耶迭多跋摩二世建造獻給濕婆神的國寺巴普昂寺，也是一座大型須彌山寺。優陀耶迭多跋摩二世並在西側挖掘西大人工湖（West Baray），以替代逐漸乾涸的東大人工湖。

### 蘇利耶跋摩二世建造寺城吳哥窟
吳哥地區最主要的寺廟建築吳哥窟，由蘇利耶跋摩二世於1113年至1150年間建造。打破傳統設計，吳哥窟是一座獻給毗濕奴神的須彌山寺，也是當時的國寺。以五塔和三層迴廊構成，外有灌水的壕溝做為鹹海，牆面浮雕神話故事與蘇利耶跋摩二世個人的皇室生活。建築佔地廣闊，宏偉壯麗，牆面雕刻生動自然，為高棉古典藝術代表作，是世界第一大宗教建築。

### 闍耶跋摩七世建造大吳哥

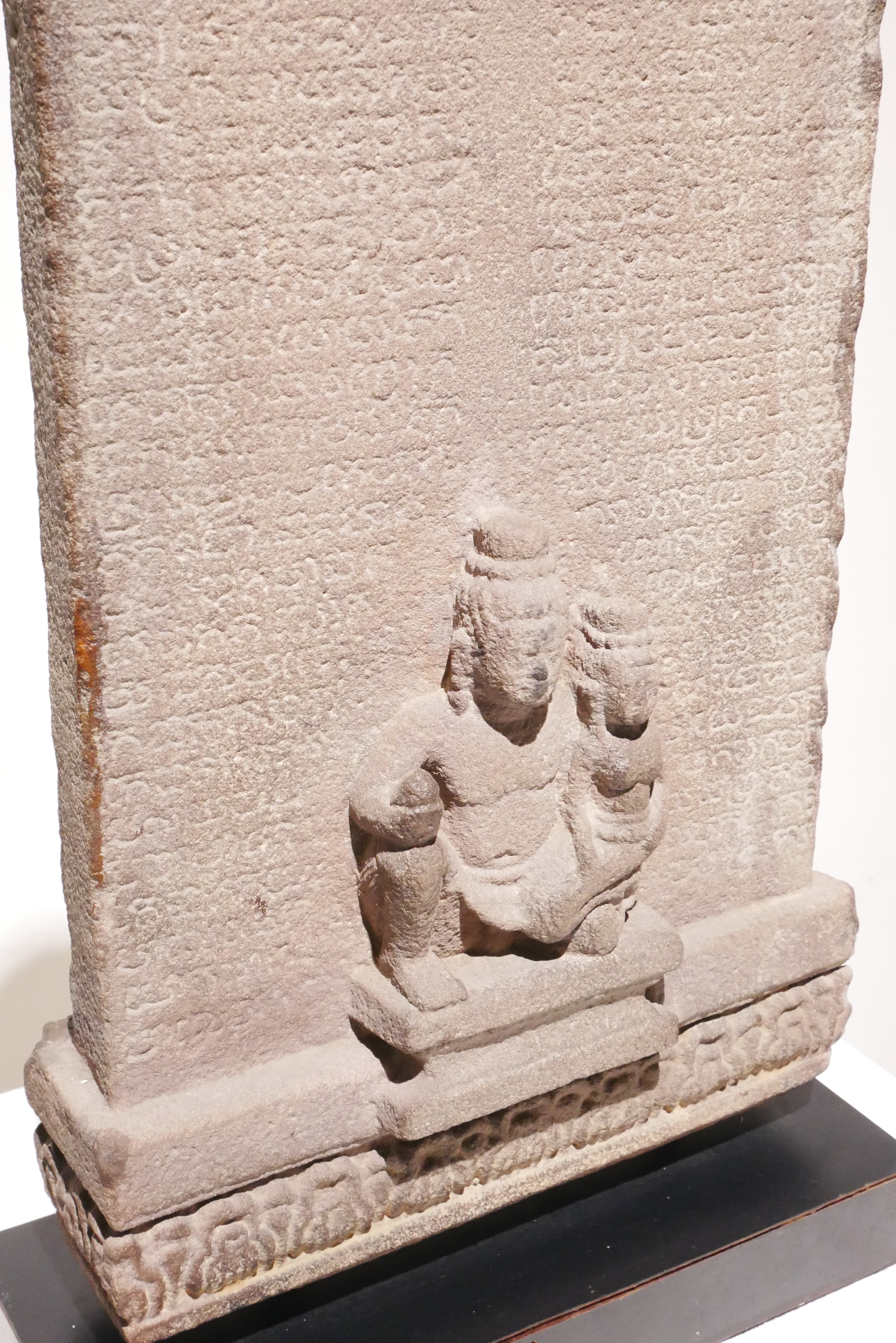
濕婆神及其眷屬碑石

蘇利耶跋摩二世逝世後，吳哥王朝陷入內亂，接著外敵占城入侵，搜括破壞首都耶輸陀羅補羅。當時還是王子的闍耶跋摩七世驅逐占城人，1181年登基為王，在位三十餘年間帝國達至鼎盛。他在成為廢墟的首都大興土木，重建吳哥城。鑑於先前被占城入侵的慘痛經驗，闍耶跋摩七世將吳哥城城牆築得特別高又厚實，城外建有護城河。城中心的巴戎寺，最著名的就是以闍耶跋摩七世面容為藍本來雕刻的54尊四面佛像，也是「微笑高棉」的由來，寺廟牆上浮雕不只展現闍耶跋摩七世與占城戰鬥的壯闊場面，也有描繪市井小民的生活場景。而因為闍耶跋摩七世篤信佛教，吳哥地區信仰開始由印度教轉變為佛教，在巴戎寺中也可以看到印度教與佛教並存的特殊風格。除此之外，闍耶跋摩七世還建造了大批寺廟如塔普倫寺、達松將軍廟等，也興建了不少醫院與旅舍。

根据中国南宋泉州市舶司提举赵汝适1225年著《诸蕃志》记载：
真腊……其地约方七千余里，国都号禄厄。官民悉编竹复茅为屋，维国王镌石为室，有青石莲花池沼之胜，跨金桥，约三十馀丈。殿宇雄壮，侈丽特甚。

### 周達觀的《真臘風土記》

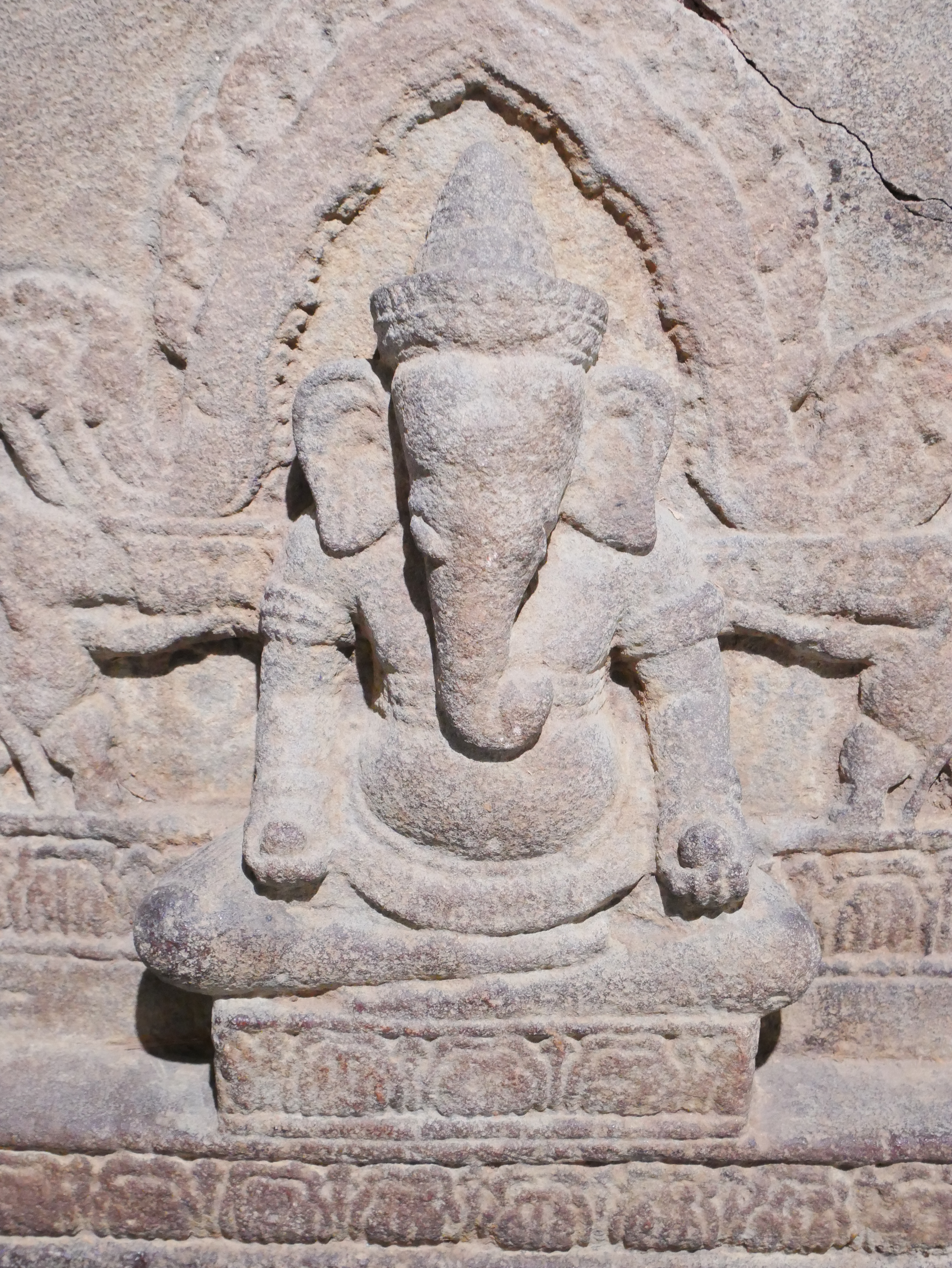
象頭人身甘尼許碑石

元成宗元贞二年（1296年），周达观出使真腊。使团在1296年二月二十日取海路从温州开洋，顺东北贸易风，经七洲洋（西沙群岛海面），三月十五日抵达占城，前后26日。由占城逆风而行，经真蒲、查南、半路村、佛村（菩提萨州，今菩薩市），横渡淡洋（今洞里萨湖），经四个多月，至七月才到吴哥国码头（干傍）登岸。周达观和他的使团驻吴哥一年。回国后周达观撰写了关于真腊风土民情的报告《真腊风土记》。。周達觀逗留於吳哥時為因陀羅跋摩三世在位的期間，文中記錄了當時吳哥的城池及生活，如城郭、宗教、司法、官僚、農業、奴隸、動植物、沐浴、衣著、器具、商業、貿易、柴米油鹽等等。儘管吳哥王朝國力已逐漸走下坡，但周達觀仍記錄了一段描述國王豪華的派頭。

### 吳哥的戰亂與遺棄
13世紀中開始，吳哥王朝國力漸漸衰退，1431年暹羅佔領吳哥地區，更摧毀許多建築和灌溉設施。王室被迫搬離吳哥，整個地區除了做為佛教聖地之用的吳哥窟外，幾乎完全荒廢。考古學者對於吳哥地區的荒廢提出幾個理由：

#### 與暹羅間的戰爭
大部分學者認為導致吳哥的荒廢最直接的原因就是與暹羅阿瑜陀耶王朝間連年爭戰。13世紀暹羅逐步侵犯吳哥地區，至1431年暹羅佔領吳哥後，大肆毀壞城市建設。灌溉系統遭破壞後，賴以為生的田地無法耕種，吳哥王室遂遷都金邊。吳哥民眾部分遷移至暹羅首都大城，部分隨王室搬到金邊，棄守後的吳哥漸漸凋零，直至暹羅再次攻打吳哥王朝，并占領金邊，令吳哥王朝間接滅亡。

#### 國教轉變
部分學者認為，吳哥人的信仰自印度教轉變為上座部佛教後，佛教教義否定對王族個人崇拜，使得原本基層民眾對「神王」的尊崇遭到破壞，王權對人民的束縛逐漸鬆散。

#### 公共工程疏失
連年與暹羅的戰爭使得王室對公共工程建設越來越疏於照管，吳哥地區稻田的灌溉系統一旦沒有好好維護，生產食糧便不足以應付龐大的人口，經濟規模也隨之減小，導致人口外移。澳洲學者組成的大吳哥研究計劃（Greater Angkor Project）於2007年指出，灌溉系統成就了當時的吳哥城，但也可能因為龐大的系統中部分灌溉渠道錯置，導致過度開發水資源，造成水源枯竭。

### 重新發現與整修
吳哥城被遺棄後，最遲於16世紀六十年代被柬埔寨人重新發現。據葡萄牙人迪尤哥·都古托於1599年所寫的一份報告，大約在四十年前，柬埔寨的一位國王騎象打獵，在經過一個廢墟時絆倒。國王對此處建築的巨大規模驚羡不已，曾計劃將宮廷遷往此處。根據吳哥的碑銘顯示，在1577年至1578年期間，王室資助修復了吳哥的部份寺廟。
方濟各會修士安東尼奧·達·馬格達連那於1586年訪問了吳哥，但他認為吳哥寺廟是猶太人建立的，因為他不相信柬埔寨人具有如此高超的建築技術。1857年，駐馬德望的法國傳教士夏爾·艾米爾·布意孚神父亦有報告吳哥狀況，但均未引起西方世界的注意。
1860年1月，法國學者亨利·穆奧在森林中發現吳哥遺跡，並出版此趟旅行記錄，世人開始對吳哥產生興趣。1863年法國殖民地政權建立，學者慕名而來挖掘叢林中的吳哥遺址。1866年，法國殖民政府開始進行系統研究，19年後編定一份吳哥王室年表。二次世界大戰後柬埔寨王國獨立，雖然持續對吳哥進行維護，但在20世紀後半，柬埔寨出現政治和軍事動亂，越戰、赤柬、內亂等等，使得吳哥廟宇群也遭到破壞和竊盜。1992年聯合國教科文組織宣佈將吳哥古蹟列入世界文化遺產，國際修繕團隊進駐吳哥遺址群，至今仍持續修護中。

## 古迹列表
- 大吴哥（Angkor Thom）
- 小吴哥（Angkor Wat）

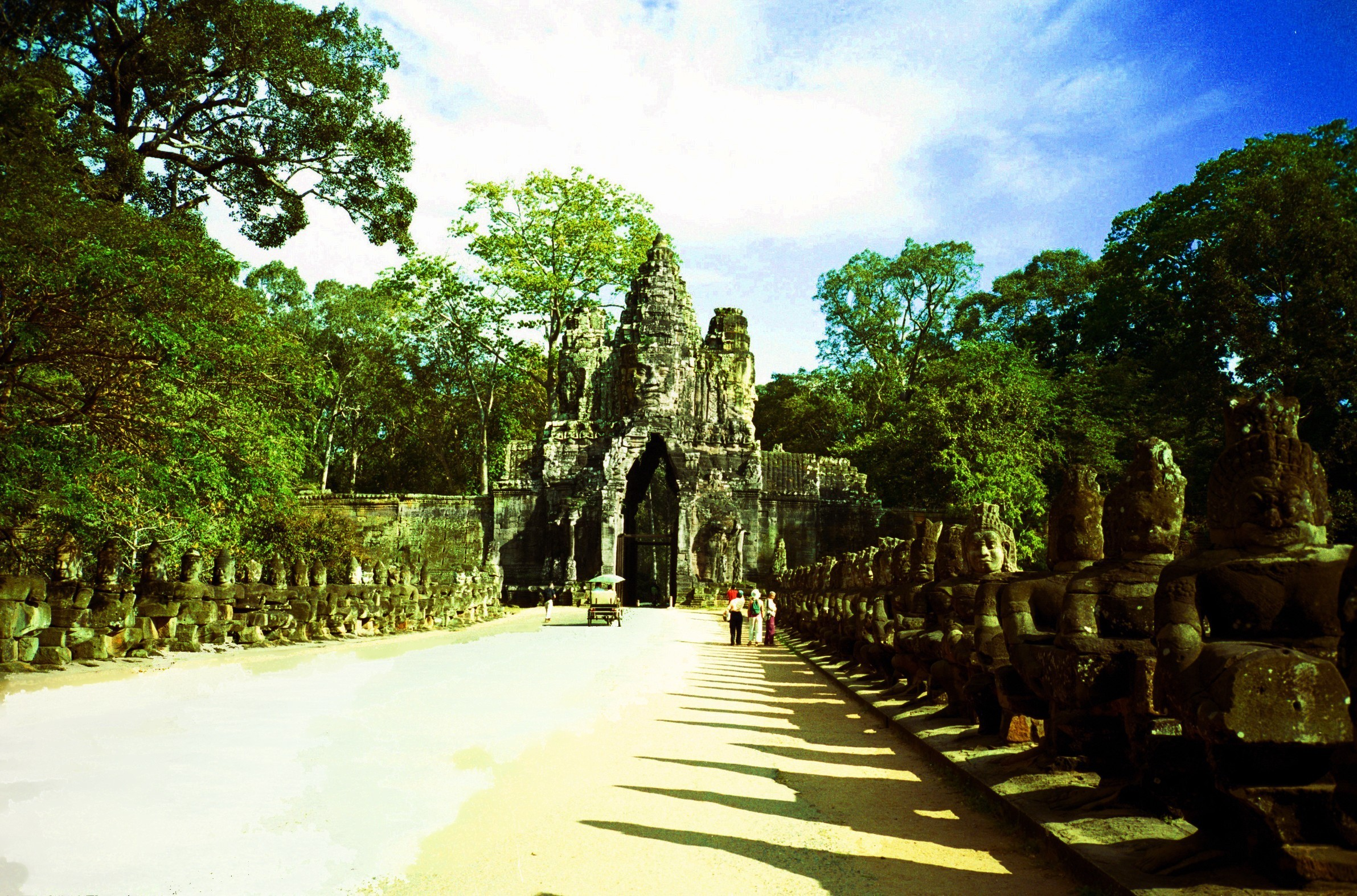
大吴哥

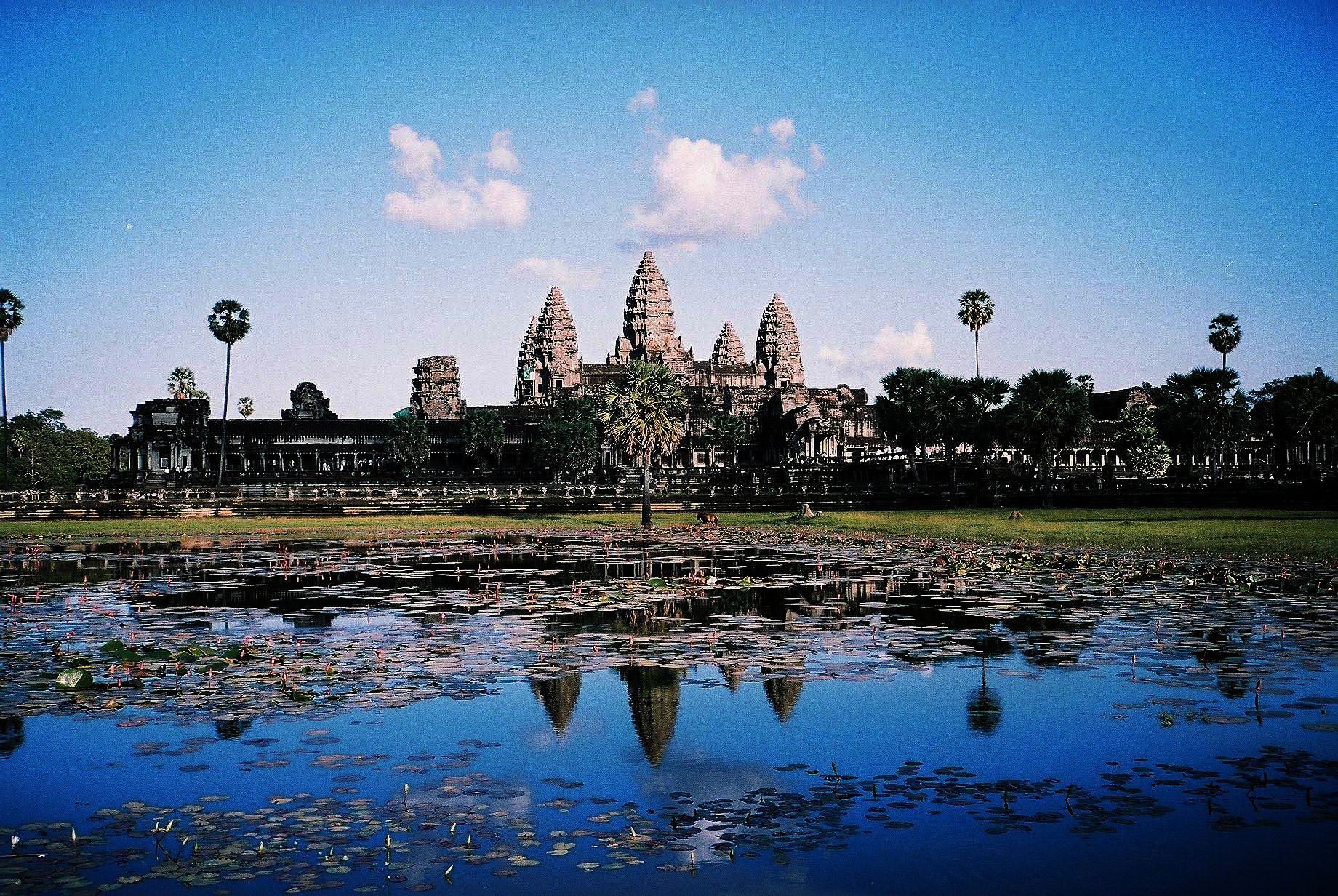
小吴哥

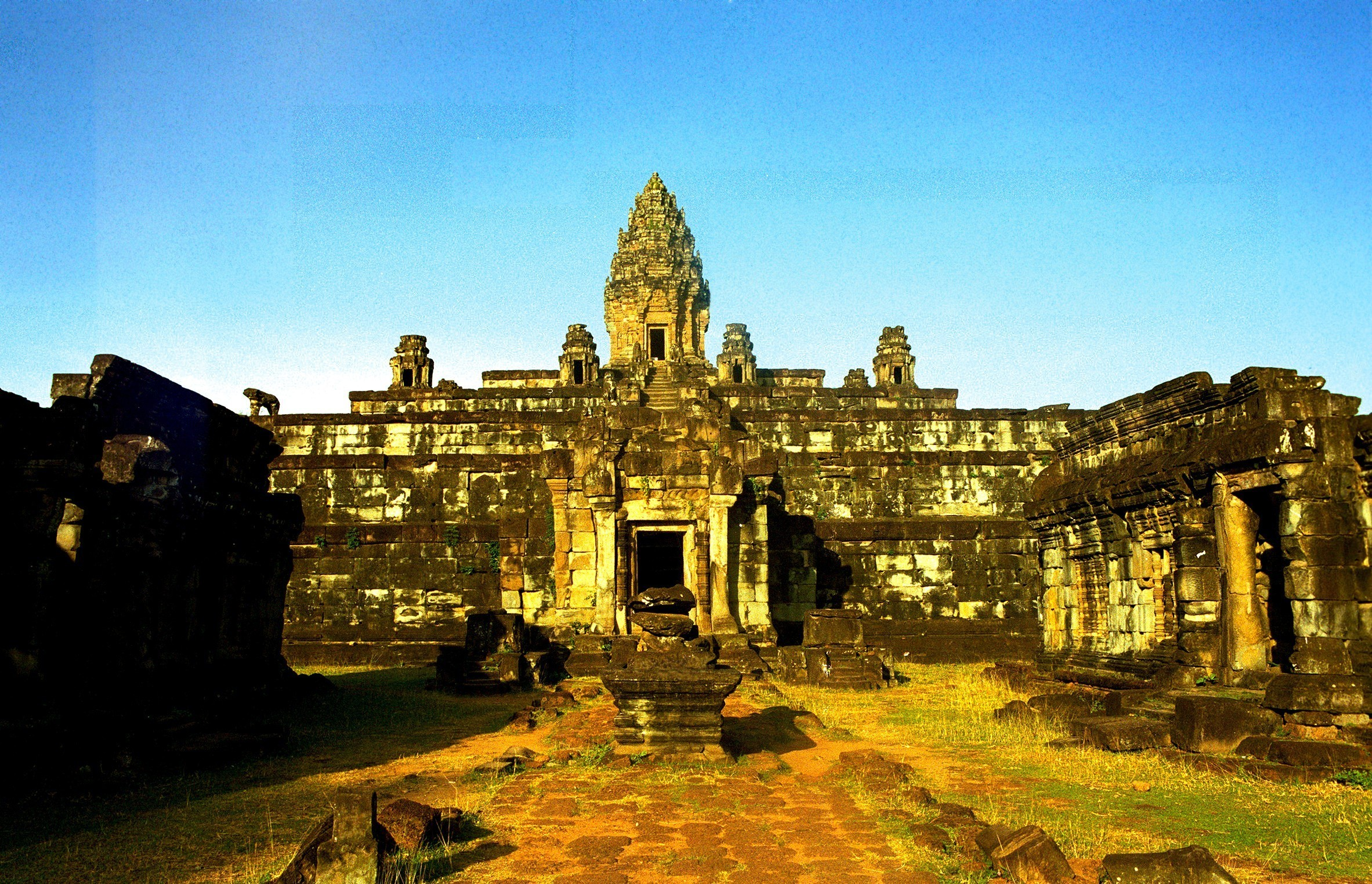
巴孔寺

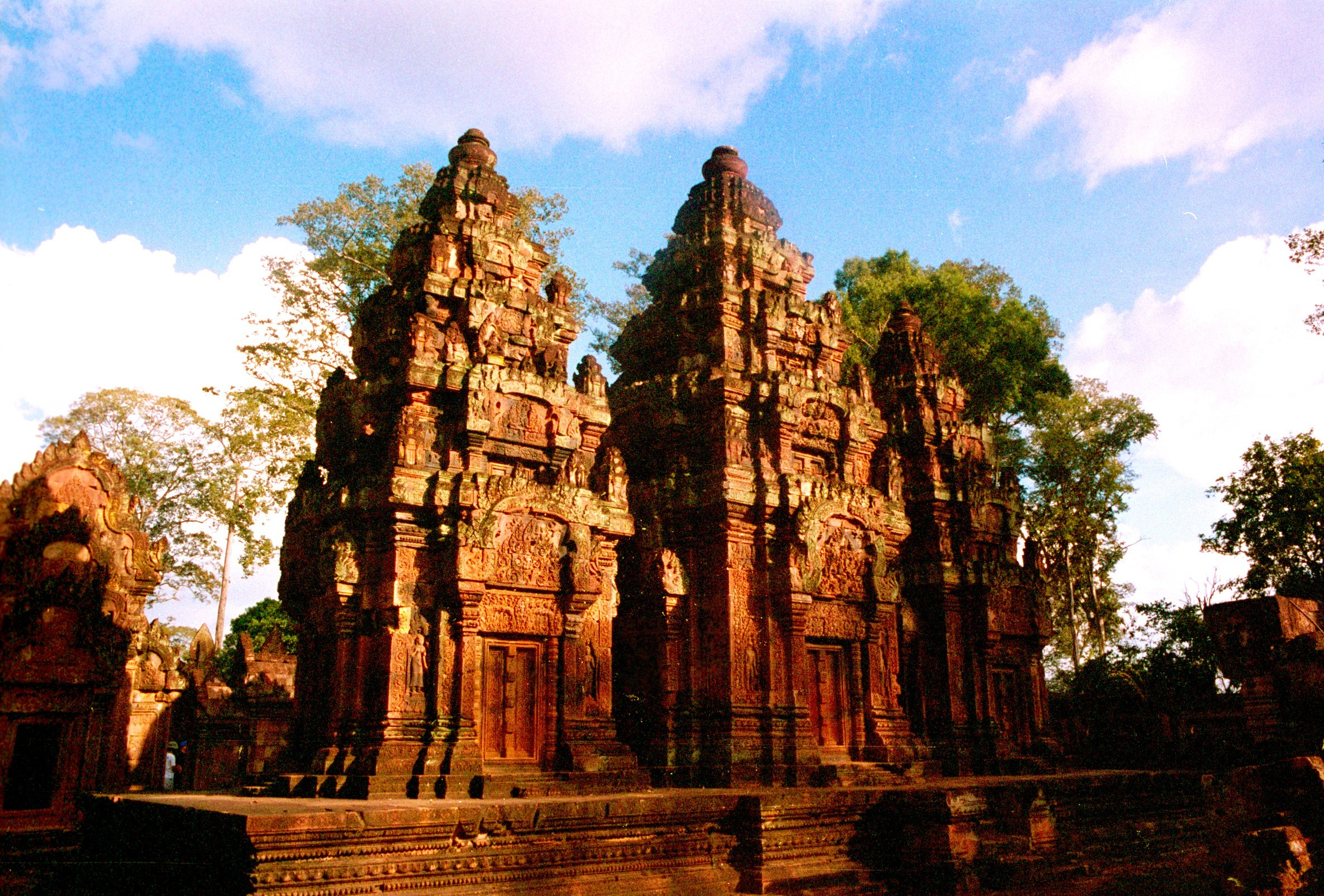
女王宫宝塔

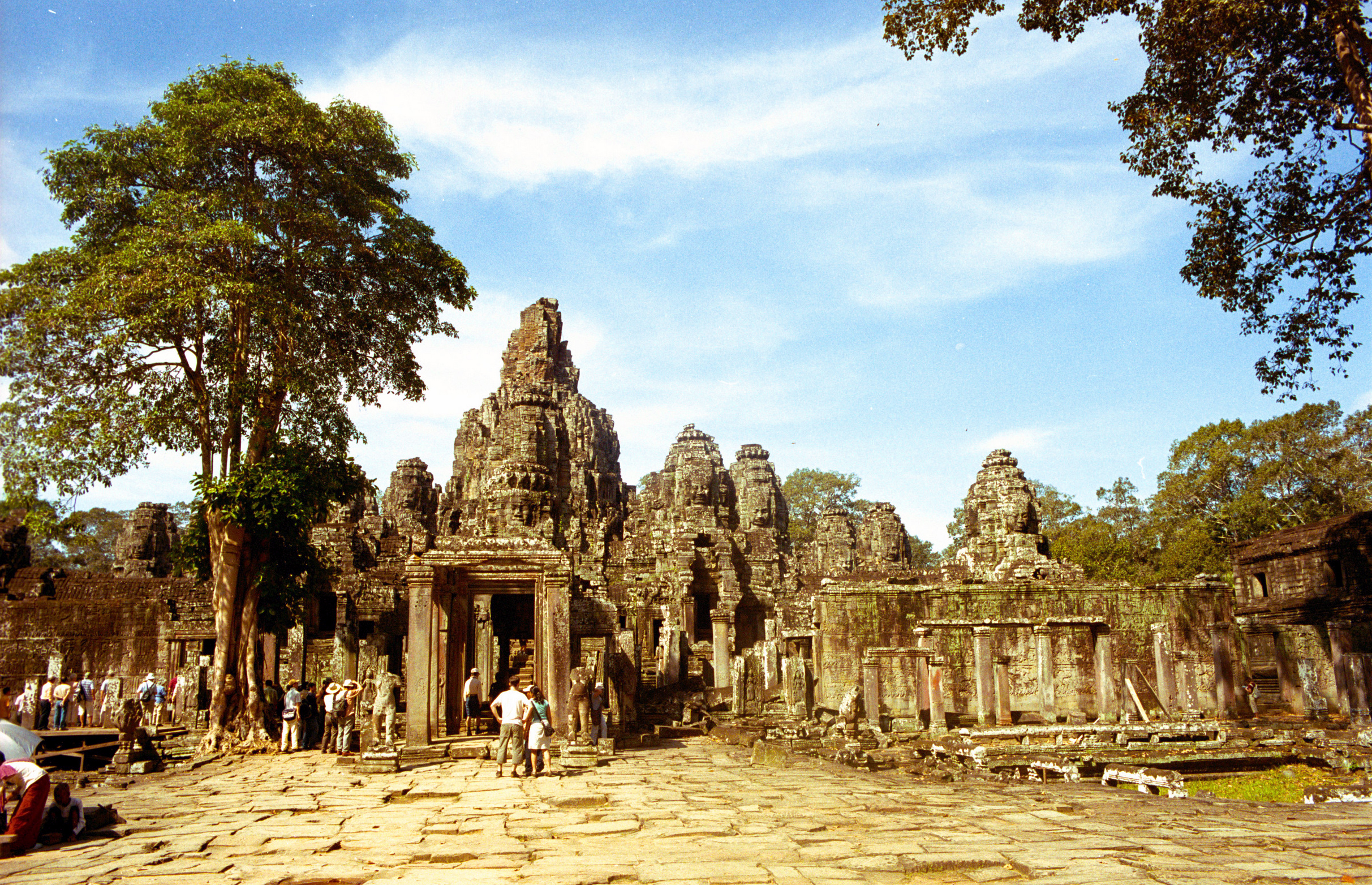
巴戎寺

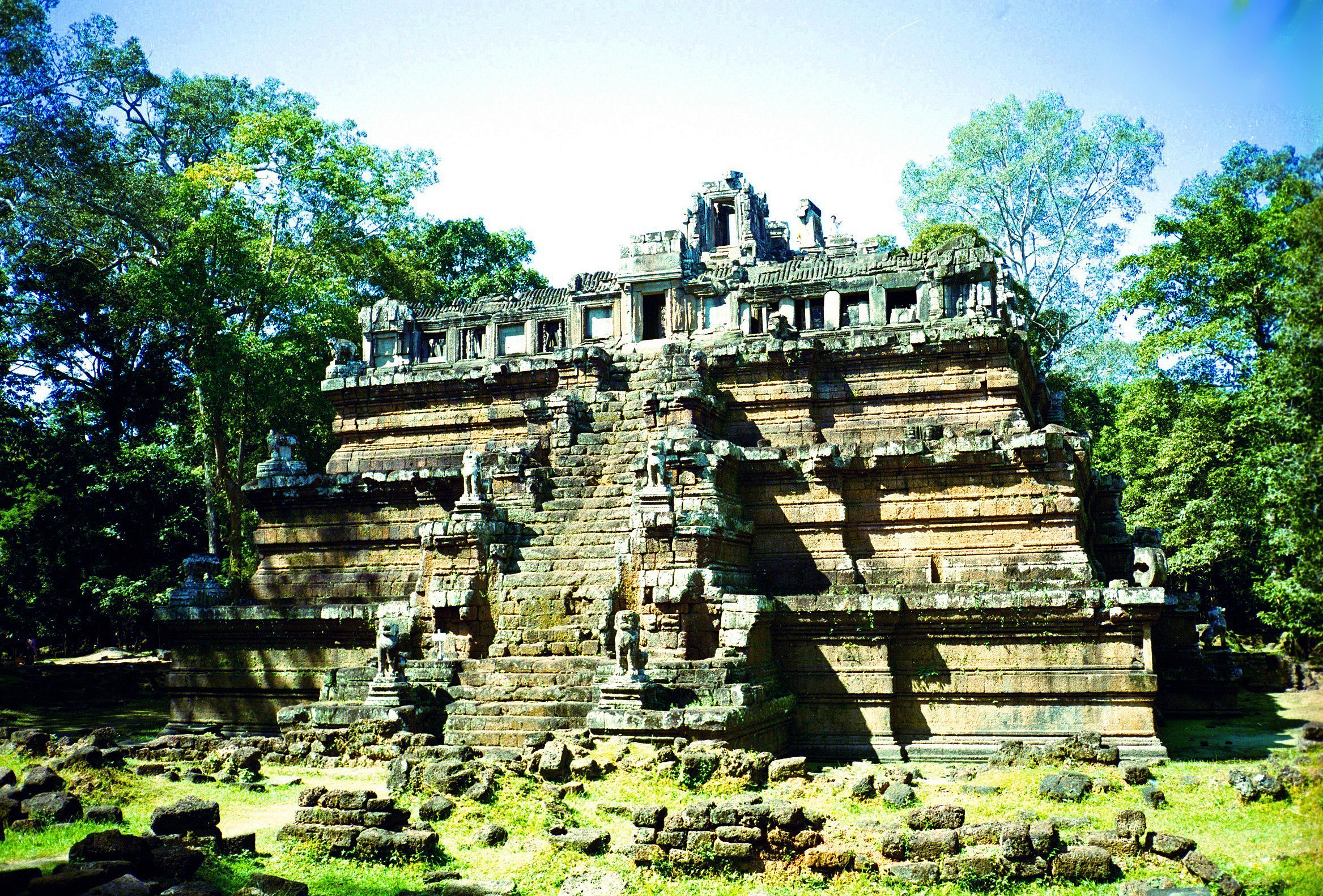
空中宫殿

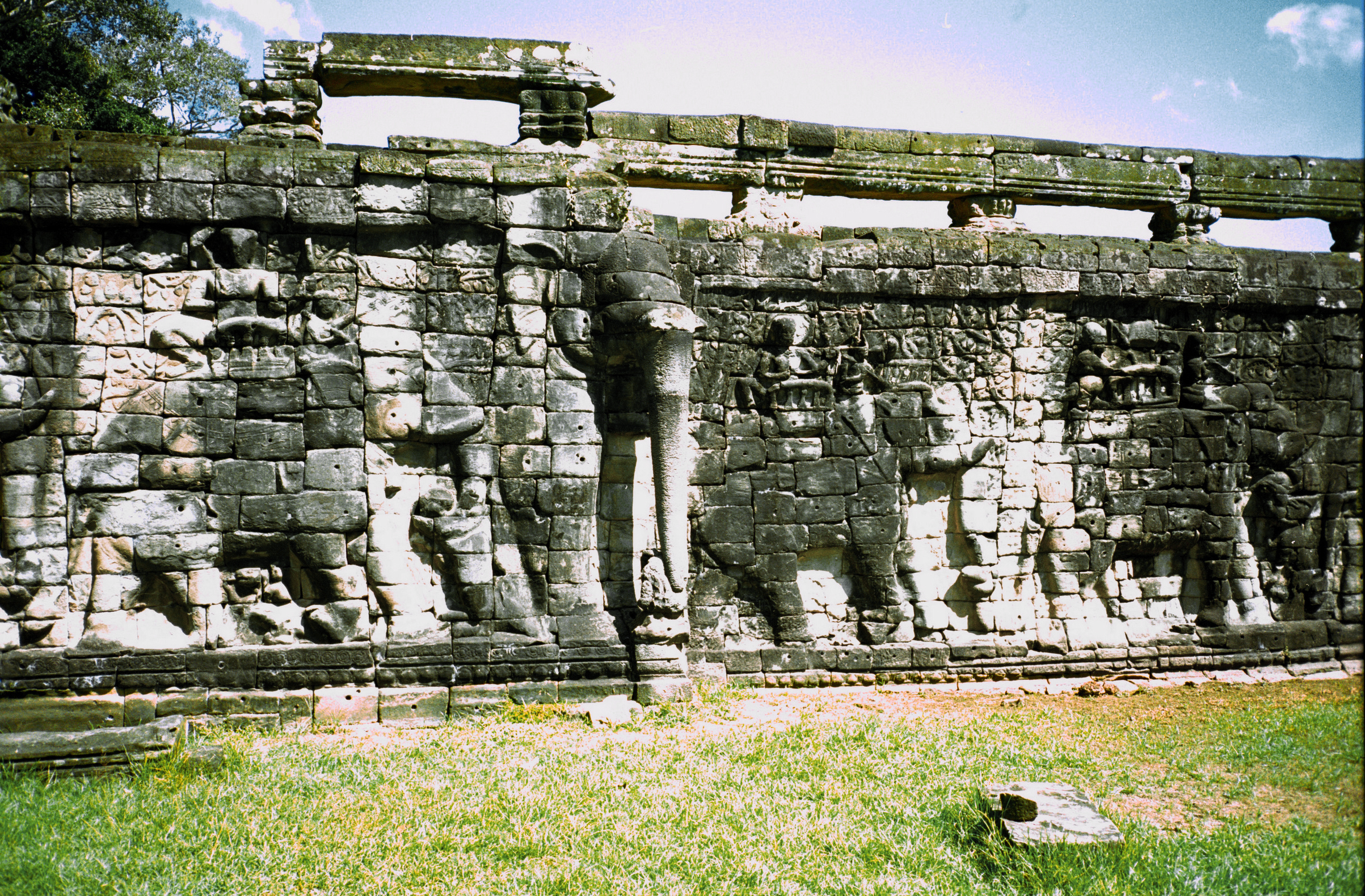
斗象台

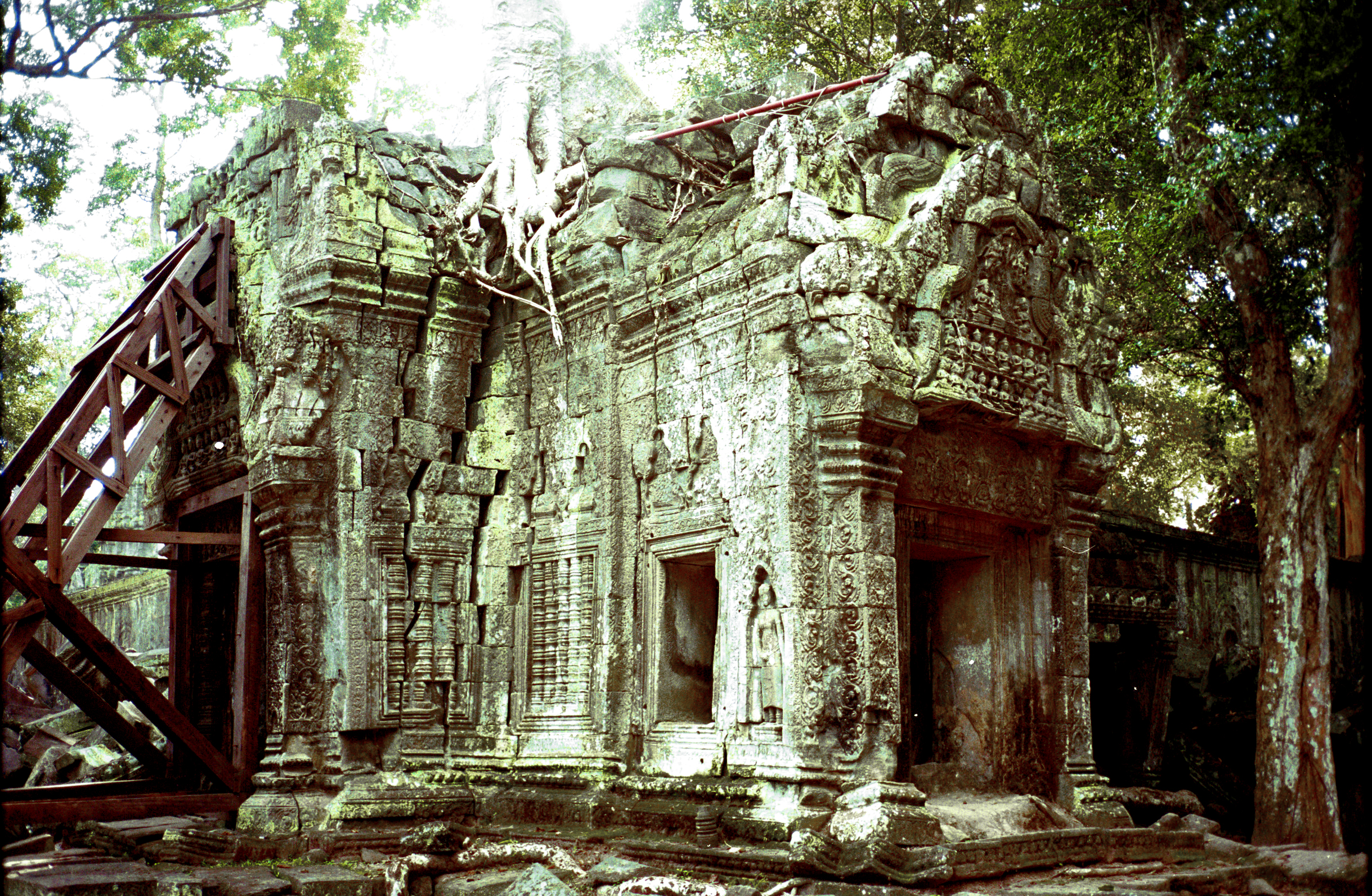
圣剑寺

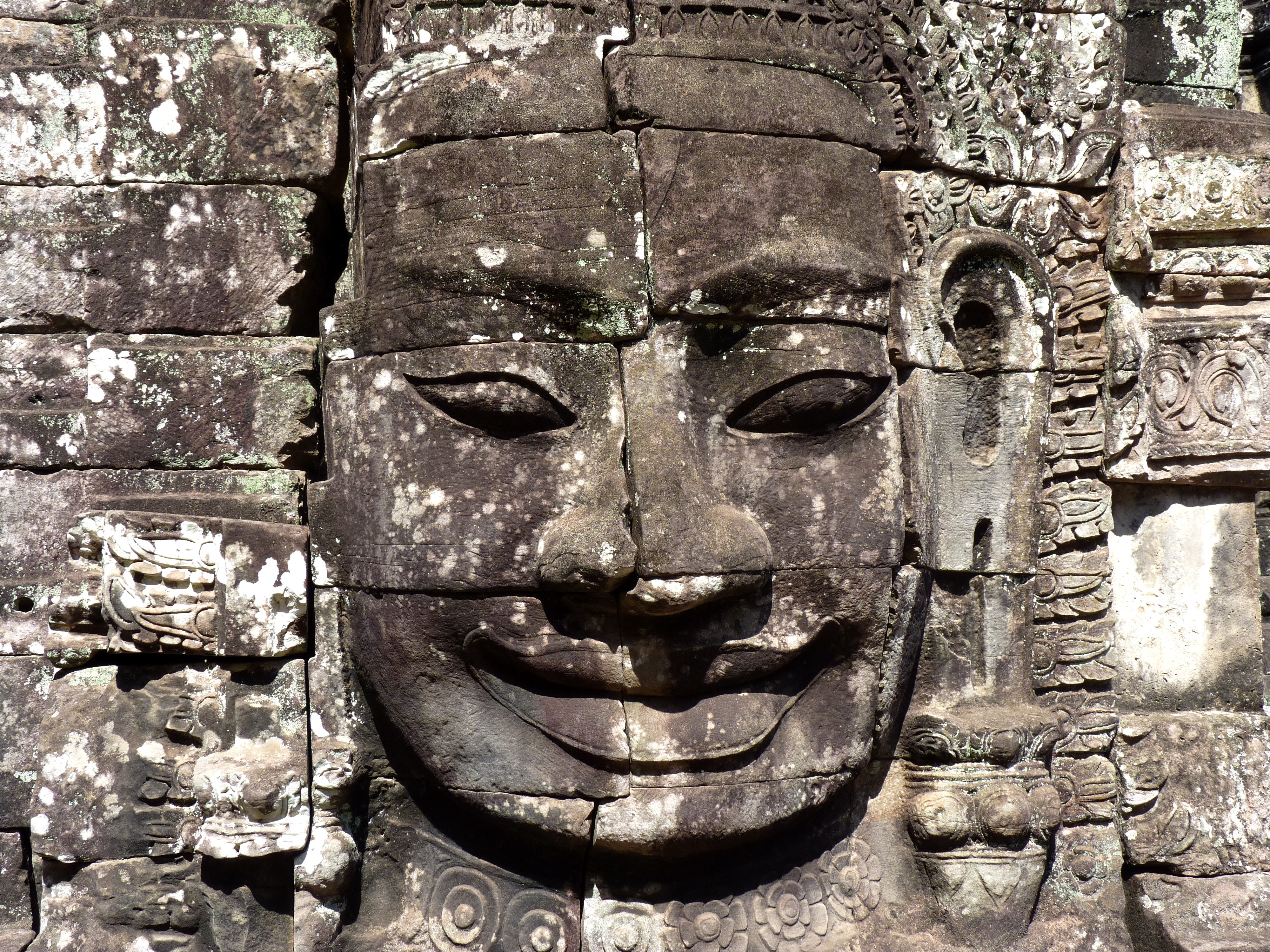
巴戎寺著名的“高棉的微笑”

- 巴云寺（Baksei Chamkrong）
- 巴孔寺（Bakong）
- 斑黛喀蒂寺（Banteay Kdei）
- 班蒂色瑪寺（Banteay Samré）
- 女王宫（Banteay Srei）
- 巴普昂寺（Baphuon）
- 巴戎寺（Bayon）
- 周薩神廟（Chau Say Tevoda）
- 東大人工湖（East Baray）
- 西大人工湖（West Baray）
- 东梅奔（East Mebon）
- 西梅奔（West Mebon）
- 荳蔻寺（Prasat Kravan）
- Kbal Spean
- the Khleangs
- Krol Ko
- 羅蕾寺（Lolei）
- 涅盤宮（Neak Pean）
- 空中宫殿（Phimeanakas）
- 巴肯山（Phnom Bakheng）
- 豬山（Phnom Krom）
- 亞揚寺/阿約寺（Prasat Ak Yum）
- 圣剑寺（Preah Khan）
- 神牛寺（Preah Ko）
- Preah Palilay
- 聖皮度寺（Preah Pithu）
- 變身塔（Pre Rup）
- Spean Thma
- 皇家浴池（Srah Srang）
- 塔普倫寺（Ta Prohm）
- 達松（Ta Som）
- 茶膠寺（Ta Keo）
- 群象台（Terrace of the Elephants）
- 十二塔庙（Prasat Suor Prat）
- 癲王台（Terrace of the Leper King）
- 塔瑪儂遺址（Thommanon）